# Schleuse Feudenheim
Die Schleuse Feudenheim liegt im Neckarkanal Feudenheim beim Mannheimer Stadtteil Feudenheim. Sie verbindet die unterschiedlichen Wasserspiegelhöhen des Neckars im Übergangsbereich zwischen dem Neckartal im Odenwald und der Neckarmündung in den Rhein. Sie kontrolliert so den Übergang vom Rhein zum staugeregelten Neckar und wird deshalb auch Neckar-Eingangsschleuse genannt.

## Aufbau
Die Schleuse Feudenheim ist eine Schleuse mit ehemals drei Schleusenkammern. Das dazugehörige, stauregelnde Wehr ist das Stauwehr Ladenburg. Es liegt im Altarm des Neckars kurz unterhalb des Abzweigs des 6 km langen, parallel fließenden Seitenkanals am Ostende der Gemeinde Ilvesheim.
Die Schleuse Feudenheim verwendete an zwei der Schleusenkammern (den älteren) Hubtore, welche senkrecht nach oben bewegt wurden. Die dazugehörigen jeweils drei Hubtürme der Schleusentore stehen unter Denkmalschutz. Die neuere Schleuse auf der Nordseite ist mit Stemmtoren auf beiden Seiten ausgestattet. Die Steuerungszentrale liegt zwischen der neuen und den alten Kammern.
Im Bereich des Unterwassers wird der Neckarkanal von einer Straße, einer Eisenbahntrasse und einer Rohrleitung gequert.

## Geschichte
Die beiden in Flussrichtung gesehen linken und mittleren, 105 m langen Schleusenkammern wurden im Jahr 1927 im Zuge der Neckarkanalisierung errichtet. Die aus der Erbauungszeit stammenden Hubtürme wurden von dem Architekten Paul Bonatz entworfen. Die dritte, rechte, 189,5 m lange Kammer stammt aus dem Jahr 1973. 
In der rechten Kammer wurden die alten geschädigten Stemmtore 2012 durch neue Stemmtore und eine neue Antriebs-, Steuerungs- und Elektrotechnik ersetzt.
Nach der Grundinstandsetzung der linken Kammer mit Verlängerung für 135 m Schiffe ist die Vorhaltung der mittleren Schleusenkammer als Ersatzschleuse nicht mehr notwendig und auch nicht mehr wirtschaftlich betreibbar. Die mittlere Kammer soll deshalb nach der Grundinstandsetzung der linken Kammer stillgelegt werden.
Für die Bauarbeiten an der linken und der mittleren Schleusenkammer, die am 14. April 2016 begannen, war zunächst eine Bauzeit von drei Jahren vorgesehen.
Ende 2021 sollten in die auf 140 Meter verlängerte linke Kammer Stemmtore eingebaut und danach über das weitere Vorgehen entschieden werden. Nach der Verlängerung der linken Schleusenkammer wurden die Baumaßnahmen vorerst eingestellt. In Betrieb ist lediglich die rechte Schleusenkammer. Stand 2024 verzeichnet die Generaldirektion Wasserstraßen und Schifffahrt die Schleusen-Instandsetzung als abgeschlossen, und kündigt an, dass im Jahre 2024 eine neue Ausschreibung erfolgen soll, um die Standsicherheit der linke und mittleren Kammer wieder herzustellen. Im November 2024 wurde bekannt, dass aufgrund der schlechten Bausubstanz zunächst „die Wirtschaftlichkeit, der Risikoumfang und die erforderlichen Baumaßnahmen an der linken Schleusenkammer neu bewertet“ werden müssen.

## Lage
Die Schleuse in Feudenheim ist vom Rhein aus gesehen die erste Anlage. Das dazugehörige Kraftwerk befindet sich unweit der Anlage. Das Stauwehr, welches den Altarm des Neckars vom Neckarkanal trennt, befindet sich flussaufwärts in Ladenburg.

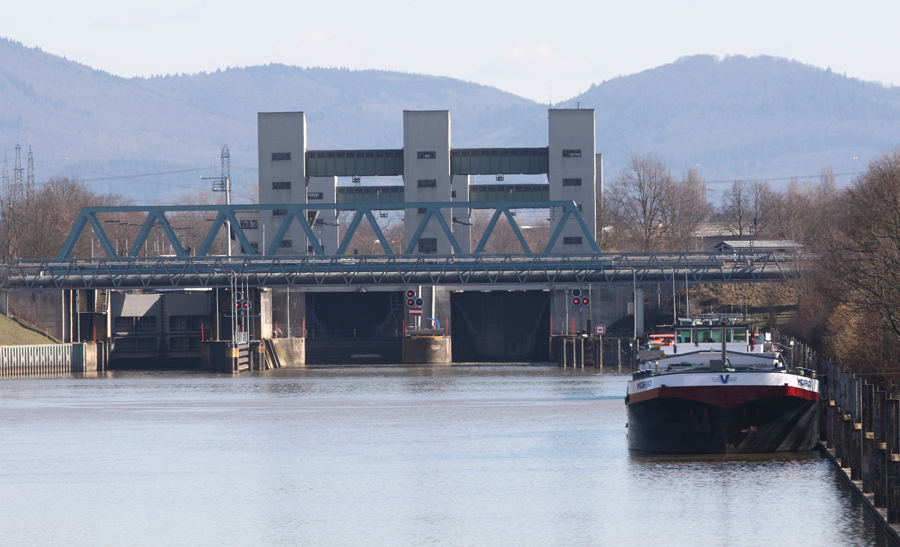
Schleuse Feudenheim, Blick flussaufwärts
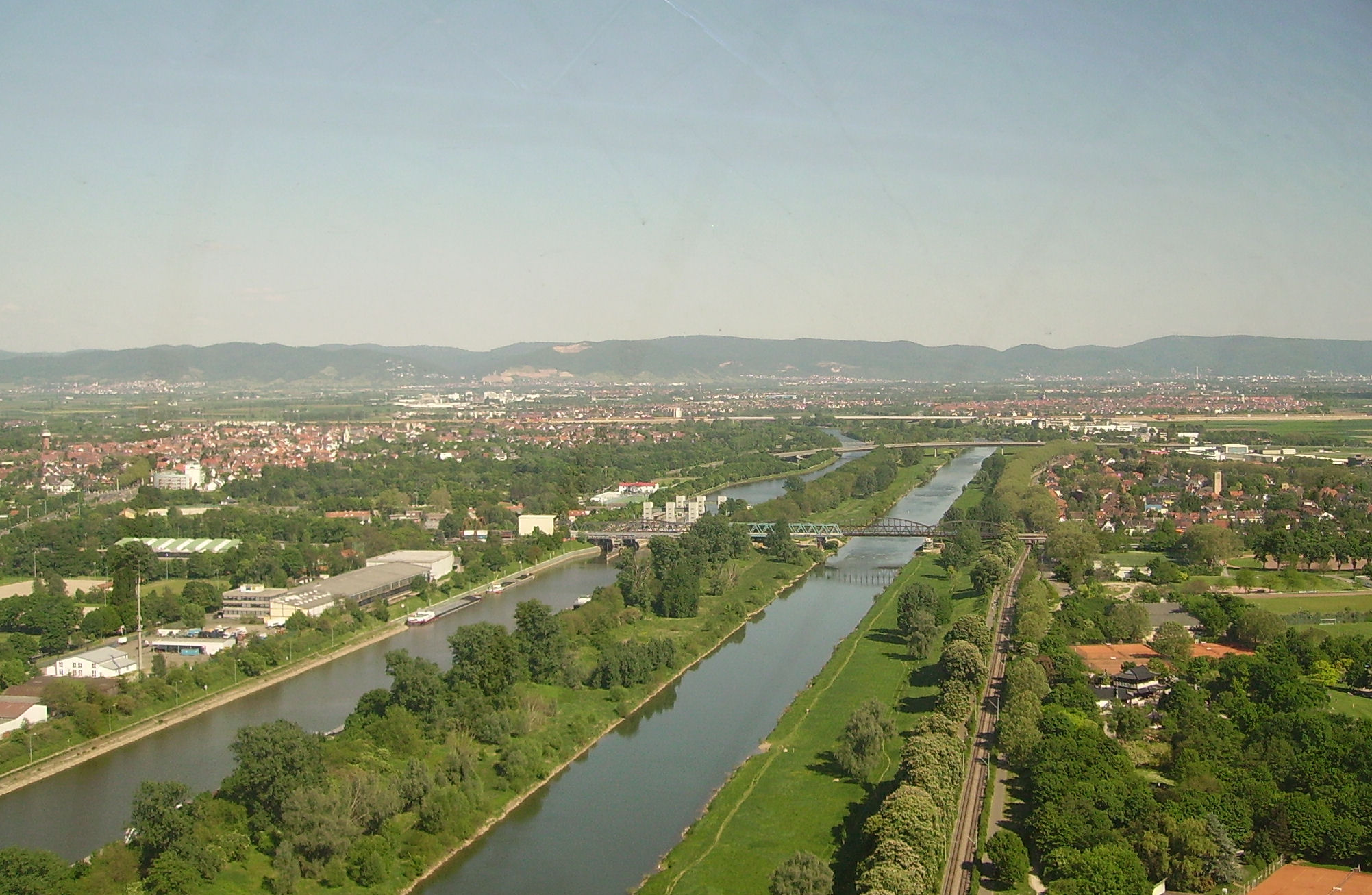
Links der Neckarkanal, rechts der Neckar
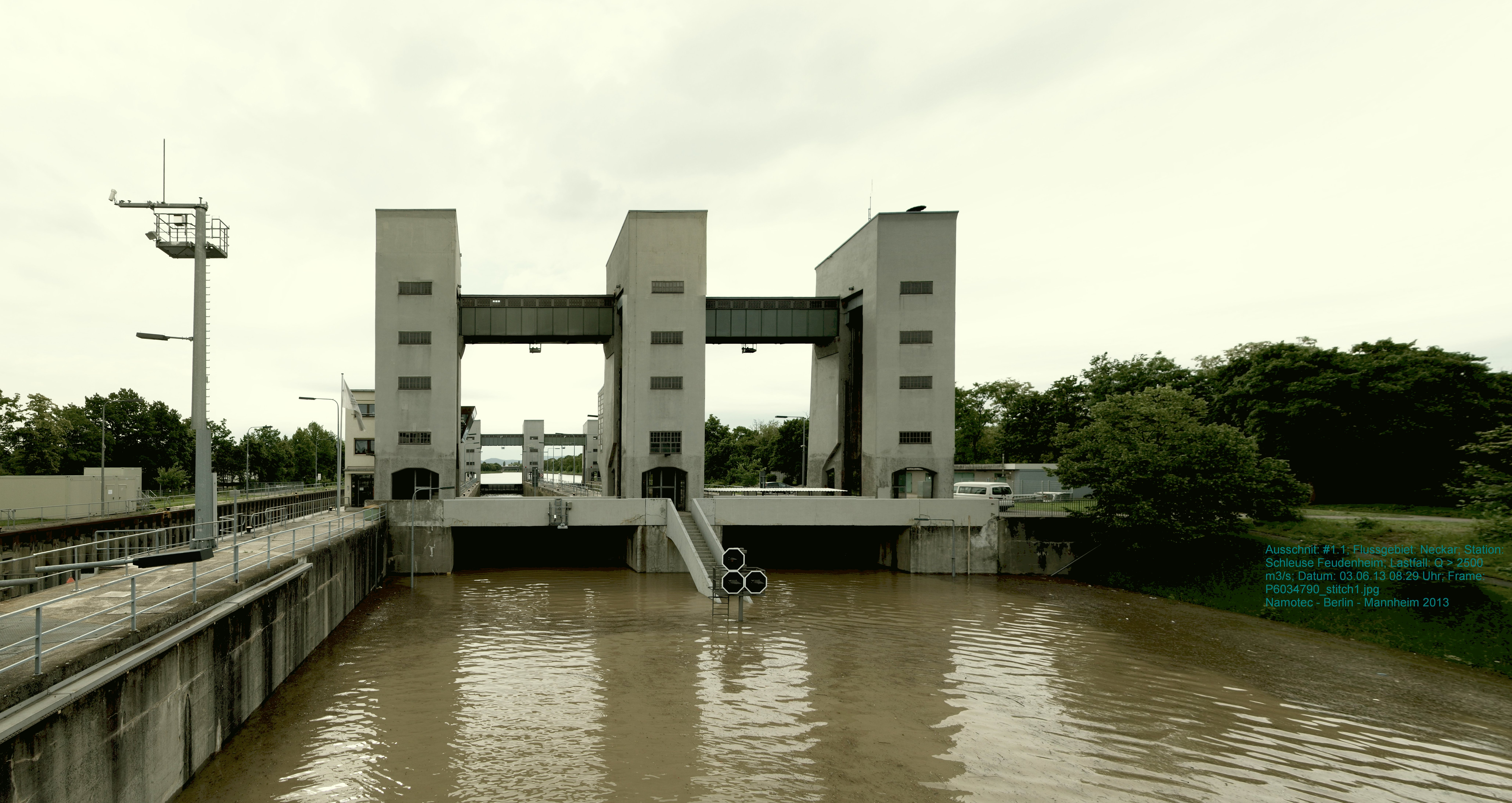
Hochwasser am 3. Juni 2013
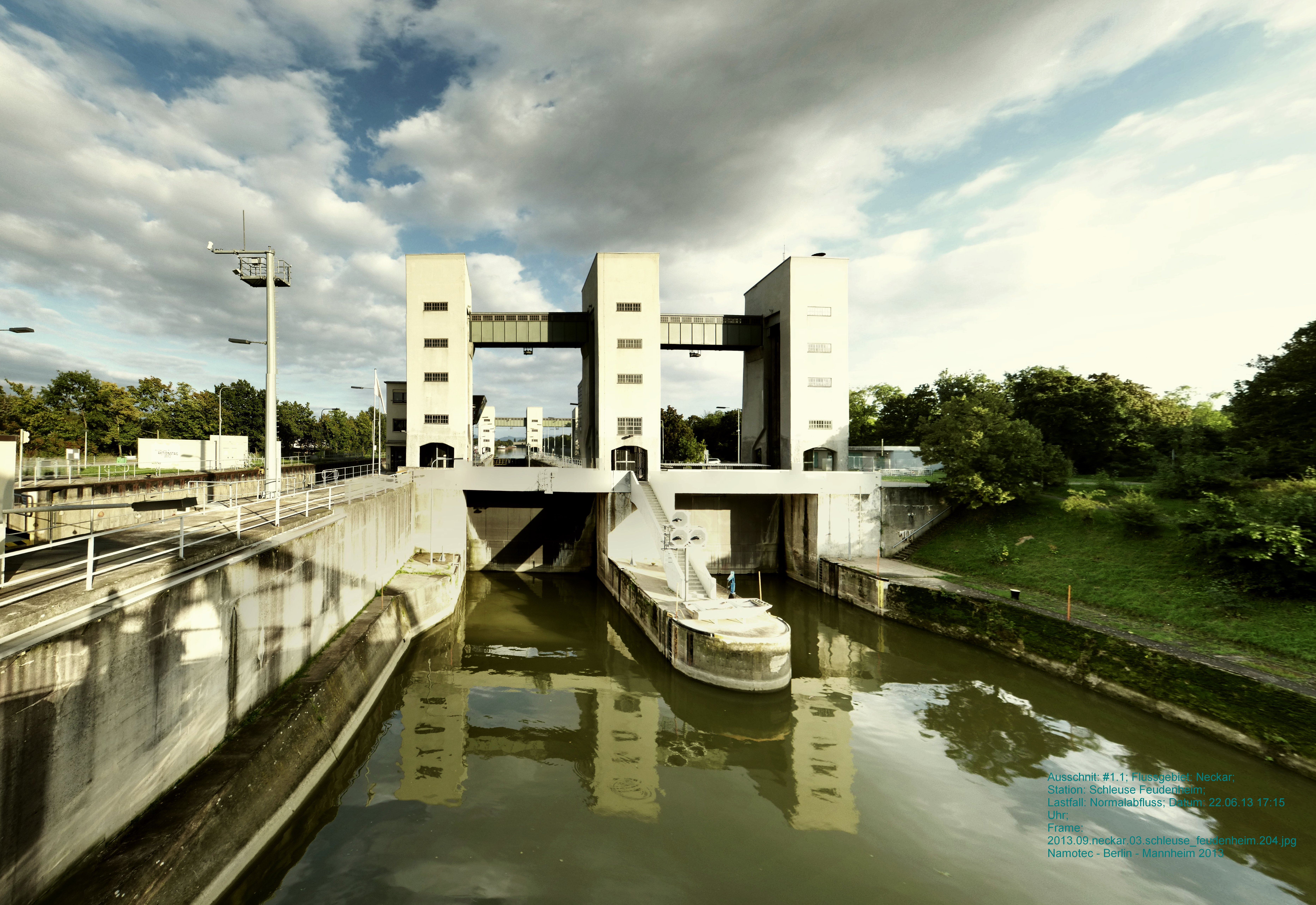
Schleusentore von Unterwasser gesehen
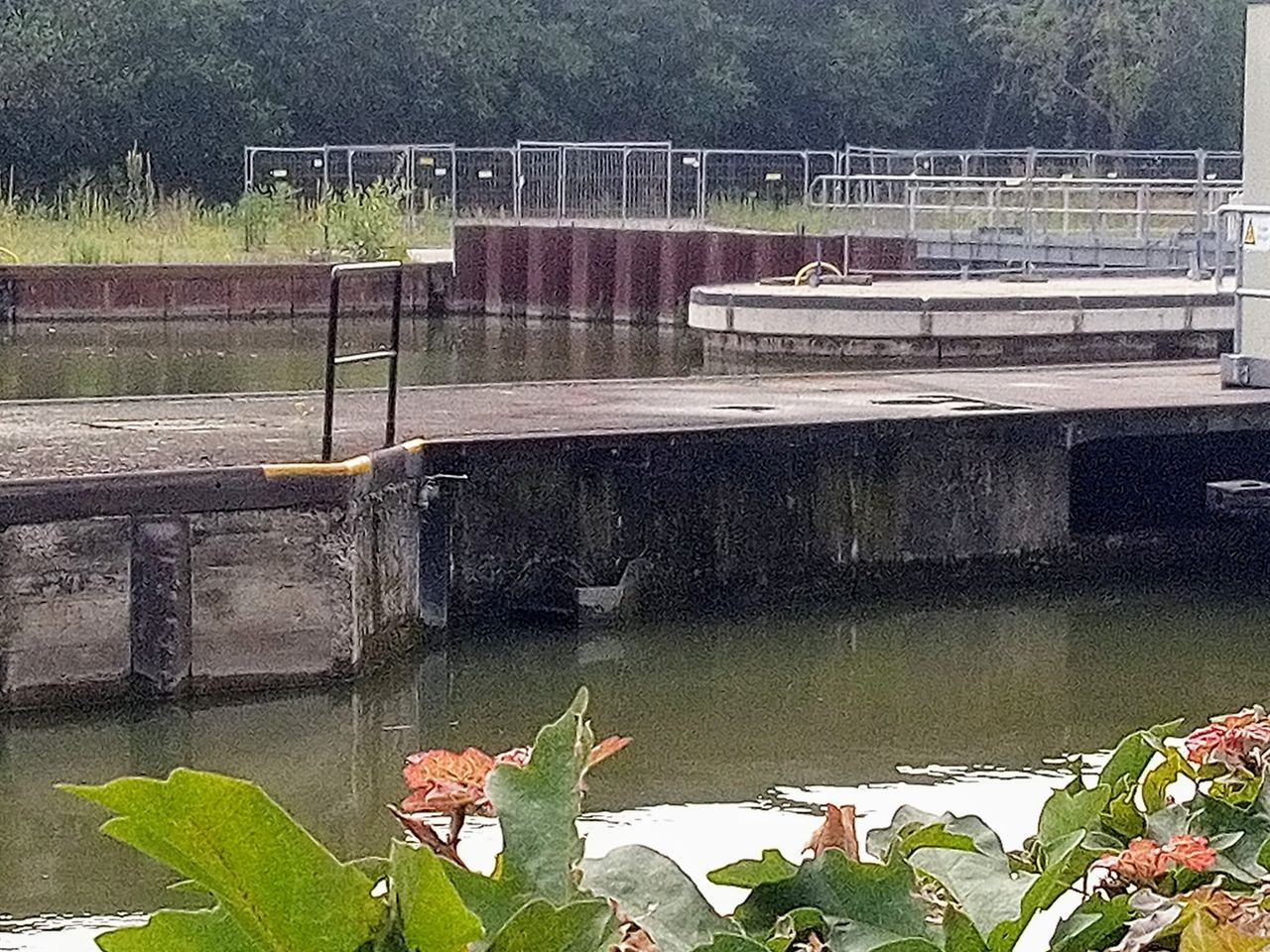
Linke Schleusenkammer, Ober-Wasser (2024)
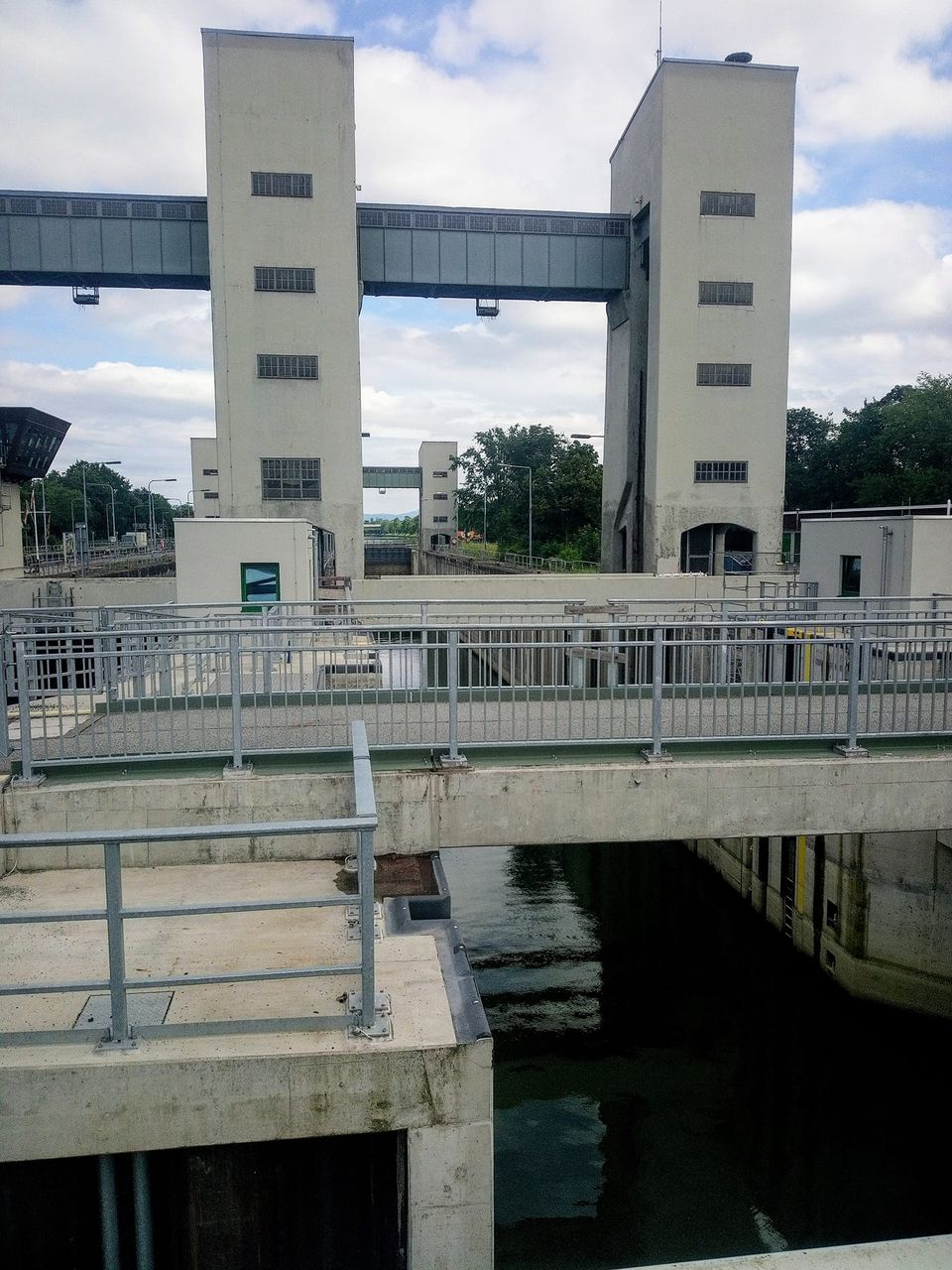
Linke Schleusenkammer, Unter-Wasser (2024)